# Винок, Мишель
Мишель Винок (фр. Michel Winock; род. 19 марта 1937, Париж) — французский историк, специализирующийся на истории Французской Республики, интеллектуальной истории, социалистических и крайне правых движениях Франции.
Он является профессором современной истории в Институте политических исследований Парижа и членом редакционной коллегии журнала L'Histoire.

## Биография
Мишель Винок родился 19 марта 1937 года в Париже.
Стал доктором филологических наук, получив степень доктора исторических наук в 1961 году. Он начал карьеру преподавателем в лицее в Монпелье, затем в лицее Гош в Версале и лицее Лаканаль в Со. Создание Венсенского университета после реформы Фора 1968 года открыло перед ним двери высшего образования. С 1964 года Винок являлся сотрудником журнала Esprit, а затем становился советником и литературным руководителем Editions du Seuil. 
В 1978 году, через год после ухода из Esprit, он основал собственный журнал L'Histoire с целью сделать лучшие исторические исследования доступными для общественности. На сегодня день Винок является одним из самых уважаемых французских историков.
Винок был одним из инициаторов петиции за свободу истории. Он также участвовал в административном совете одноименной ассоциации.
Винок является автором книги «Век интеллектуалов», за которую в 1997 году получил Премию Медичи в категории эссе. Он также написал «Голос свободы», признанный Французской академией, и руководил «Словарем интеллектуалов Франции» с Жаком Жюйяром. В 2010 году он получил Гонкуровскую премию за биографию «Мадам де Сталь».